# 田辺みお
田辺 みお（たなべ みお、1993年10月19日 - ）は日本のタレント、グラビアアイドル。シンフォニア所属。

## 人物
- 趣味は、音楽鑑賞。特技は、クラリネット。
- 好きなスポーツは、新体操。
- 性格は、真面目で我慢強く、好奇心が旺盛。

## 出演

### テレビ
- 美少女デラックスTV（スカパー!275ch）
- スキップ♪（スカパー!371ch）

### イメージDVD
- CATCH ME
- 小春日和

### 舞台
- 演技バトル『アクトラッシュ』

### WEB
- こどもじゃないもん
- 美少女ひとりぢめ